# Joseph Polchinski

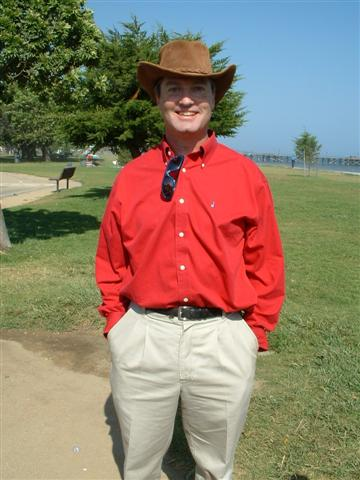
Joe Polchinski w Santa Barbara

Joseph Polchinski (ur. 16 maja 1954 w White Plains w stanie Nowy Jork, zm. 2 lutego 2018 na raka mózgu) – amerykański fizyk teoretyczny pracujący nad teorią strun. W 2008 zdobył medal Diraca za swoje prace.
Był też autorem hasła brane w Encyklopedii Britannica.